# Robert Hines
Robert Thomas Hines Jr. (11 de janeiro de 1975) é um piloto de caça americano e astronauta da NASA da turma de 2017.

## Juventude e educação
Robert Hines nasceu no dia 11 de janeiro de 1975 em Fayettevile, Carolina do Norte, filho de Lynne e Robert Hines Sr. Sua família mudou-se para Harrisburg, onde ele estudou na Crestwood High School. Ele se formou na Universidade de Boston em 1997 com um Bacharelado de Ciências em engenharia aeroespacial.

## Carreira militar
Em 1999, Hines se formou na Air Force Officer Training School e foi comendado como segundo tenente. Ele estudou na Air Education and Training Command localizada na Columbus AFB. Depois do treino como piloto, ele foi um instrutor no T-37 Tweet. Ele então treinou para ser um piloto do F-15E Strike Eagle na Seymour Johnson Air Force Base, antes de ser atribuído à RAF Lakenheath. Enquanto estava em RAF Lakenheath, ele foi enviado em operações no Oriente Médio. Em 2008, Hines estudou na Escola de Piloto de Teste da Força Aérea dos Estados Unidos onde recebeu um Mestrado de Ciências em Engenharia de Piloto de Teste. Sua primeira atribuição como piloto de teste foi na Eglin Air Force Base, onde ele testou o F-15C Eagle e o F-15E Strike Eagle], e foi enviado como piloto do [U-28. Em 2010, Hines recebeu seu mestrado de Ciência em engenharia aeroespacial da Universidade do Alabama. Hines juntou-se na Air Force Reserves na NAS JRB Fort Worth em 2011, onde ele trabalhou como um Wing Plans Officer, como também piloto de teste para o Programa F-15E no 84th Test and Evaluation Squuadron na Eglin Air Force Base. Através de sua carreira, ele voou em 76 missões de combate e tem mais de 3,500 horas de voo em 41 aeronaves diferentes.

## Carreira na NASA
Antes de sua seleção como astronauta, Hines serviu como piloto de teste no Centro Espacial Lyndon B. Johnson, como também para a Administração Federal de Aviação. Em 2017, ele foi selecionado como membro do Grupo 22 de Astronautas da Nasa onde começou seu treino com duração de dois anos. Na época de sua seleção, Hines era um piloto pesquisador para a Aircraft Operations Division do Flight Operations Directorate na NASA.

## Vida pessoal
Hines e sua esposa, Kelli, tem três filhos.

## Prêmios e honrarias
Durante sua carreira na Força Aérea, Hines recebeu múltiplos prêmios, incluindo a Medalha do Ar, Aerial Achievement Medal, Iraq Campaign Medal, Afghanistan Campaign Medal e a Nuclear Deterrence Operations Service Medal. Ele recebeu o Prêmio da Força Aérea Bobby Bond Memorial Aviator e o Prêmio da NASA Stuart Present Flight Achievement. Ele é membro da Society of Experimental Test Pilots e do American Institute of Aeronautics and Astronautics.